# بيرسفت
بيرسفت (بالروسية: Пересвет) هي إحدى مدن روسيا في الكيان الفدرالي الروسي موسكو أوبلاست.